# Take Me Home (film, 2011)
Pour les articles homonymes, voir Take Me Home.
Pour plus de détails, voir Fiche technique et Distribution.
Take Me Home est un film romantique américain réalisé par Sam Jaeger et sorti en 2011.

## Synopsis
Un chauffeur de taxi clandestin de New York est engagé par une jeune femme d'affaires qui souhaite rejoindre son père malade en Californie.

## Fiche technique
- Réalisation : Sam Jaeger
- Scénario : Sam Jaeger
- Photographie : Jesse M. Feldman
- Musique : Jordan Beckett
- Montage : Damien LeVeck
- Durée : 97 minutes
- Classification : interdit aux moins de 13 ans[1]
- Dates de sortie : 
  - États-Unis : 11 avril 2011 (Festival de Nashville)
  - États-Unis : 9 mars 2012
  - 29 mai 2012 (sortie DVD)

## Distribution
- Amber Jaeger : Claire Barrow
- Sam Jaeger : Thom Colvin
- Victor Garber : Arnold
- Cristine Rose : Lynnette
- Lin Shaye : Jill
- Bree Turner : Eve
- Brennan Elliott : Eric
- Michelle Krusiec : Suzanne
- Eli Goodman (en) : Alan
- Amanda Lund : Candy